# Charlotte Möhring
Pour les articles homonymes, voir Möhring.
Charlotte Möhring (31 mars 1887, Pankow – 19 octobre 1970, Berlin) est une pionnière de l'aviation allemande. Elle est, après Melli Beese la deuxième Allemande à obtenir sa licence de pilote privé.

## Biographie
Elle a épousé le pilote Georg Mürau qui a ouvert une école d'aviation dans l'aéroport de Essen-Gelsenkirchen-Rotthausen en 1912.

## Pilote
Dès 1911, elle vole avec un Rumpler Taube de l'aéroport de Johannistal à Berlin à celui de Döberitz dans le Brandebourg. Elle est la première femme à apprendre à voler à l'école de Rotthausen, et effectue son apprentissage sur un Grade II (de). Elle obtient sa licence (numéro 285) le 7 septembre 1912 et devient ainsi la deuxième femme pilote d'avion allemande. Elle enseigne ensuite le pilotage jusqu'à la fin de la Première Guerre mondiale.
Elle témoigne de sa passion pour l'aviation dans un écrit de 1953.
Le périodique Hamburger Abendblatt commémore le 30 mars 1962 le cinquantenaire de sa licence de pilote et de celle de son époux